# Campylopodium medium
Campylopodium medium är en bladmossart som beskrevs av Giese och G. Frahm 1985. Campylopodium medium ingår i släktet Campylopodium och familjen Dicranaceae. Inga underarter finns listade i Catalogue of Life.